# Auvillar
Auvillar település Franciaországban, Tarn-et-Garonne megyében. Lakosainak száma 909 fő (2022. január 1.). Auvillar Saint-Antoine, Bardigues, Espalais, Saint-Cirice, Saint-Loup és Saint-Michel községekkel határos.

## Népesség
A település népességének változása:
| Lakosok száma | 942  | 926  | 968  | 918  | 916  | 914  | 910  | 910  | 909  |
|               | 2013 | 2015 | 2016 | 2017 | 2018 | 2019 | 2020 | 2021 | 2022 |